# Homalopetalum vomeriforme
Homalopetalum vomeriforme là một loài thực vật có hoa trong họ Lan. Loài này được (Sw.) Fawc. & Rendle mô tả khoa học đầu tiên năm 1910.